# Aquaspirillum dispar
Espèce
Aquaspirillum dispar est une espèce actuellement classée dans le genre Aquaspirillum. Ce sont des bactéries à gram négatif aérobies de forme incurvée. L'appartenance de cette espèce au genre Aquaspirillum est disputée et il pourrait s'agir d'une Microvirgula aerodenitrificans.

## Taxonomie
L'espèce Aquaspirillum dispar a été décrite en 1973 avec la caractérisation de la souche 1 (ATCC 27510) lors de la description du genre Aquasipirillum. Elle a été classée dans le genre Aquaspirillum sur la base de sa composition en bases GC, sa morphologie et ses caractéristiques générales.
Des études phylogéniques basées sur la séquence de l'ARNr 16S mettent un doute sur son assignation au genre Aquaspirillum. L'identitié de sa séquence à plus de 99% avec celle de l'espèce Microvirgula aerodenitrificans montre que les deux espèces n'en ferait en réalité qu'une seule. Cette hypothèse est renforcée dans la même étude par la technique d'hybridation ADN-ADN qui montre une liaison de 84% entre les deux. Selon ces analyses, il a été proposé de réunir les deux espèces sous le nom de Microvirgula aerodenitirficans car cette dernière est l'espèce type du genre Microvirgula mais cette proposition n'a actuellement pas été retenue (au 27 juillet 2022)  du fait que cette proposition est en conflit avec les règles du code international de nomenclature des procaryotes,,.

### Étymologie
L'étymologie du nom de genre Aquaspirillum est basée sur le mot aqua et se résume ainsi : A.qua.spi.ril.lum. L. fem. n. aqua, eau; Gr. fem. n. speîra, une spiralle; N.L. neut. dim. n. spirillum, une petite spiralle; N.L. neut. dim. n. Aquaspirillum, Une petite spiralle aquatique. L'étymologie de l'épithète caractéristique de cette espèce est dis’par. L. adj. dispar, signifiant différent du fait que cette espèce est différente des autres espèces présentes dans le genre Aquasipirillum' en 1973.

## Description d'A. dispar
Isolé d'eau douce à Woods Hole (Massachusetts) (sous le nom de souche 104 par H.W. Jannasch), la souche type 1 (ATCC 27510) est une bactérie à gram négatif, de 0,5 µm à 0,7 µm de diamètre. Elle est mobiles et possède des faisceaux bipolaires de flagelles. Elle est catalase et oxydase positive et ne fermente pas. Elle est capable de réduire le nitrate au-delà du stade nitrite mais ne peut pas croître en anaérobie sur nitrate. Elle est aussi capable de croître en présence de 1% de bile et 1% de glycine et peut être cultivée sur les milieux EMB, TSI , MacConkey et Seller, et en milieu liquide MRVP. Elle ne forme pas de pigment à partir d'acides aminés aromatiques et est uréase négative. Plusieurs acides aminés et des intermédiaires d'acides trocycliques peuvent lui servir de source de carbone uniques si les ions ammoniums sont apportés comme source d'azote.